# Eclissi solare del 30 marzo 2033
L'eclissi solare del 30 marzo 2033 è un evento astronomico che avrà luogo il suddetto giorno attorno alle ore 18:02 UTC.